# Дементьев, Юрий Александрович
Юрий Александрович Дементьев (1925—1995) — капитан Советской Армии, участник Великой Отечественной войны, Герой Советского Союза (1945).

## Биография
Юрий Дементьев родился 15 мая 1925 года в деревне Лыкшино (ныне — Гороховецкий район Владимирской области) в семье крестьянина. После окончания неполной средней школы работал в колхозе. В 1943 году Дементьев был призван на службу в Рабоче-крестьянскую Красную Армию. В сентябре того же года окончил школу сержантов, в апреле 1944 года — курсы младших лейтенантов. Принимал участие в боях на 1-м, 2-м и 3-м Украинском фронтах. Участвовал в освобождении Винницкой и Хмельницкой областей Украинской ССР, Львовско-Сандомирской, Будапештской операциях. К декабрю 1944 года лейтенант Юрий Дементьев командовал ротой 1077-го стрелкового полка 316-й стрелковой дивизии 46-й армии 2-го Украинского фронта. Отличился во время освобождения Венгрии.
В ночь с 4 на 5 декабря 1944 года рота Дементьева, несмотря на массированный вражеский огонь, без потерь переправилась через Дунай в районе населённого пункта Тёкель в 12 километрах к югу от Будапешта. Дементьев, увлекая за собой бойцов своей роты, первым достиг вражеских траншей и ворвался в них, выбив оттуда противника. Немецкие войска пятнадцать раз предпринимали контратаки, но все они были отбиты. В критический момент боя Дементьев заменил собой выбывшего из строя пулемётчика и вёл по противнику огонь из пулемёта. В тех боях рота Дементьева уничтожила около 120 солдат и офицеров противника, 5 ручных и 1 станковый пулемёты.
Указом Президиума Верховного Совета СССР от 24 марта 1945 года за «отвагу и мужество, проявленные при форсировании Дуная» лейтенант Юрий Дементьев был удостоен высокого звания Героя Советского Союза с вручением ордена Ленина и медали «Золотая Звезда» за номером 4902.
В дальнейшем Дементьев участвовал в Балатонской и Венской операциях. За время своего участия в войне он трижды был ранен и один раз контужен. В 1946 году в звании капитана Дементьев был уволен в запас. Проживал в городе Горький (ныне — Нижний Новгород), работал военруком, вагонным мастером, служил во внутренних войсках. Позднее работал начальником стеклодувного цеха артели «Детская игрушка», осмотрщиком вагонов Горьковской железной дороги. Умер 5 июля 1995 года, похоронен на кладбище деревни Тимирязево Гороховецкого района Владимирской области.
Почётный железнодорожник (1977). Был также награждён двумя орденами Отечественной войны 1-й степени, тремя орденами Красной Звезды, орденом Трудовой Славы 3-й степени, рядом медалей.